# Гайлігенштадт-ін-Оберфранкен
Гайлігенштадт-ін-Оберфранкен (нім. Heiligenstadt in Oberfranken) — громада в Німеччині, розташована в землі Баварія. Підпорядковується адміністративному округу Верхня Франконія. Входить до складу району Бамберг.
Площа — 76,71 км2. Населення становить 3482 ос. (станом на 31 грудня 2020).